# Jared Cook
Jared Alan Cook (* 7. April 1987 in Birmingham, Alabama) ist ehemaliger ein US-amerikanischer American-Football-Spieler. Er spielt auf der Position des Tight Ends in der National Football League (NFL). Seine Profikarriere begann er bei den Tennessee Titans, zuletzt stand er bei den Los Angeles Chargers unter Vertrag.

## College
Cook spielte drei Jahre an der University of South Carolina als Passempfänger. Während er im ersten Jahr am College (2006) noch als Wide Receiver eingesetzt wurde, lief er die beiden letzten Jahre als Tight End auf, diese Position spielte er auch später in der NFL. Mit der veränderten Position kam Cook bei South Carolina auch zu mehr Spielzeit. 2007 fing er 30 Pässe für 421 Yards und 3 Touchdowns. In seinem letzten Jahr am College (2008) konnte er diese Werte noch einmal leicht verbessern, er fing 37 Pässe für 573 Yards und erzielte erneut 3 Touchdowns für sein Team.

## NFL

### Tennessee Titans
Cook wurde von den Tennessee Titans bei dem NFL Draft 2009 in der 3. Runde an 89. Stelle ausgewählt. Die Titans holten sich das Recht auf den 89. Pick des Draftes durch einen Trade mit den New England Patriots, diese erhielten im Gegenzug den Zweitrundenpick der Titans aus dem Jahr 2010. Auf der Position des Tight Ends wurden lediglich Brandon Pettigrew und Richard Quinn 2009 vor Cook ausgewählt. Cook unterschrieb bei den Titans einen Rookievertrag über 4 Jahre und erhielt hierfür ein Gehalt von 2,545 Millionen US-Dollar.
In seiner Rookiesaison 2009 kam Cook lediglich sporadisch zum Einsatz, sodass er am Ende der Saison nur 9 Passfänge für sich verbuchen konnte und weniger als 100 Yards erzielte. 2010 vergrößerte sich die Rolle von Cook bei den Titans. Er fing 29 Pässe für 361 Yards und erzielte beim Spiel gegen die Kansas City Chiefs in der 16. Woche seinen ersten Touchdown. Seinen Durchbruch schaffte Cook dann in seinem dritten Jahr in der NFL (2011). Er erzielte mit 49 gefangenen Bällen 759 Yards und 3 Touchdowns für die Titans. Beim Sieg über die Jacksonville Jaguars in Woche 16 erzielte Cook 169 Yards und stellte damit einen neuen Franchiserekord auf. Noch nie hatte ein Tight End der Titans zuvor mehr Yards in einem Spiel gefangen. Trotz einer positiven Bilanz von 9:7 verpasste Cook mit den Titans zum dritten Mal in Folge die Play-offs.
In seinem letzten Vertragsjahr bei den Titans (2012) konnte Cook in 13 Spielen 44 Pässe für 523 Yards und 4 Touchdowns fangen. Die letzten drei Spiele der Saison verpasste er aufgrund einer Verletzung, er riss sich in Woche 14 bei dem Spiel gegen die Colts die Rotatorenmanschette. Nach den vier Jahren bei den Titans lief sein Vertrag aus und Cook wurde erstmals Free Agent.

### St. Louis Rams
In der Free Agency 2013 war Cook heiß begehrt, unter anderem waren die Miami Dolphins stark an seinen Diensten interessiert. Letztendlich unterschrieb er einen Fünfjahresvertrag über 35,1 Millionen US-Dollar bei den St. Louis Rams, wovon 16 Millionen US-Dollar garantiert waren. Somit schloss sich Cook den Rams um Head Coach Jeff Fisher an, welcher 2009 als Headcoach der Titans Cook draftete. Seine erste Saison bei den Rams (2013) war sein individuell erfolgreichstes Jahr bei ihnen. Cook konnte mit 51 Passfängen 5 Touchdowns und 671 Yards für die Rams erzielen. Hierbei war nicht nur seine erste Saison, sondern auch sein erstes Spiel bei den Rams sein erfolgreichstes. In Woche 1 gegen die Arizona Cardinals erzielte er 141 Yards für sein Team und schaffte damit ein sehr erfolgreiches Debüt. Mit den 141 Yards stellte Cook außerdem auf Anhieb einen neuen Rekord für die Rams auf, niemals zuvor erzielte ein Tight End der Rams mehr Yards in einem Spiel. In der Saison 2014 konnte Cook vergleichbare Werte für das Team aus St. Louis abliefern. Er fing 52 Bälle für 634 Yards Raumgewinn und erzielte dabei 3 Touchdowns. 2015 blieb Cook hinter seinen Erwartungen zurück und konnte lediglich 481 Yards Raumgewinn für sich verbuchen. Außerdem erzielte er erstmals seit seiner Rookiesaison 2009 keinen einzigen Touchdown. Deswegen kam es auch nicht völlig überraschend, dass die Rams Cook bereits nach drei Jahren entließen, um Geld für die Kaderplanung einzusparen.

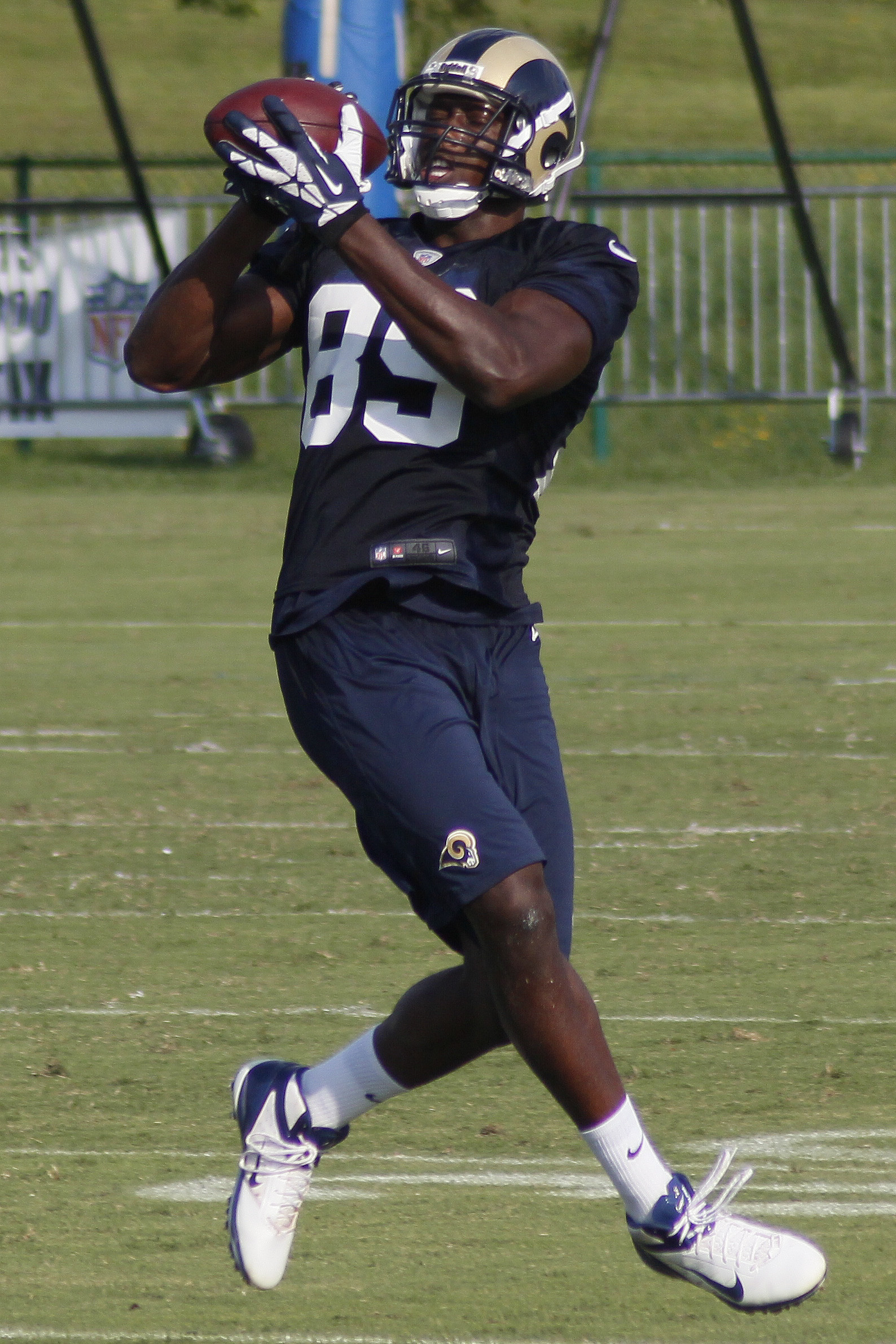
Cook beim Traingscamp der St. Louis Rams 2013

### Green Bay Packers
2016 schloss sich Cook für ein Jahr und für ein vergleichsweise geringes Gehalt über 2,75 Millionen US-Dollar den Green Bay Packers an. Nachdem Cook in seinen drei Jahren bei den Rams kein einziges Spiel verpasst hatte, hatte er bei den Packers mehrfach mit Verletzungen zu kämpfen. Aufgrund eines Fußbruches verpasste Cook alle Offseason-Trainingseinheiten, zum Saisonstart in die Saison 2016 war er allerdings einsatzbereit und wurde von McCarthy häufig als vierter Wide Receiver eingesetzt. Jedoch verletzte sich Cook bereits nach drei Spielen erneut, er verstauchte sich das obere Sprunggelenk. Durch diese Verletzung verpasste Cook sechs Spiele. Bei den restlichen sieben Spielen der regulären Saison konnte Cook wieder für die Packers auflaufen, er beendete die Saison mit 30 Passfängen für 377 Yards und einen Touchdown. Im Gegensatz zur regulären Saison spielte Cook in den ersten Play-offs seiner Karriere eine wichtige Rolle für die Packers. In nur drei Spielen konnte er 18 Pässe fangen und erzielte hierbei 229 Yards und 2 Touchdowns für sein Team. Mit den Packers verpasste er nur knapp den Einzug in den Super Bowl LI, im NFC Conference Final unterlag man allerdings recht deutlich den Atlanta Falcons, und der Touchdown von Cook war nur noch Ergebniskosmetik.

### Oakland Raiders
Cook konnte sich mit den Packers auf keinen neuen Vertrag einigen, sodass er stattdessen einen Zweijahresvertrag über 10,6 Millionen US-Dollar bei den Oakland Raiders unterschrieb. Bei seinen drei Stationen zuvor hatte Cook jeweils die Trikotnummer 89, bei den Raiders war diese Nummer allerdings bereits an Amari Cooper vergeben. Deswegen bekam Cook die Trikotnummer 87, welche in der Geschichte der Raiders unter anderem Dave Casper trug. In der Saison 2017 spielte Cook in allen 16 Spielen der regulären Saison als Starter für die Raiders. Hierbei konnte er 54 Pässe von Derek Carr fangen und erzielte 688 Yards und 2 Touchdowns. Im Jahr darauf spielte Cook erneut in allen 16 Spielen der Saison für die Raiders.
Cook begann die Saison 2018 spektakulär mit einem neuen Teamrekord, im Spiel in der ersten Woche gegen die Rams erzielte er 180 Yards, so viele Yards wie noch kein Tight End der Raiders zuvor. Der vorherige Rekordhalter war Todd Christensen mit 173 Yards aus dem Jahr 1986. Somit ist Cook in dieser Kategorie Rekordhalter bei drei Teams, den Raiders, den Rams und den Titans. In der Saison 2018, welche seine 10. Profisaison in der NFL war, erzielte Cook in vielen Kategorien persönliche Bestleistungen. Cook fing mit 68 Pässen so viele Bälle wie nie zuvor in seiner Karriere. Dies lag einerseits daran, dass zuvor noch nie so viele Pässe auf ihn geworfen worden sind, andererseits erzielte Cook mit 67,3 % gefangenen Pässen ebenfalls einen persönlichen Bestwert. Weiter stellte er mit 896 Yards und 6 Touchdowns jeweils einen neuen persönlichen Rekord auf. Mit diesen Werten war er 2018 ebenfalls der beste Receiver seines Teams, zum Vergleich: am zweitbesten schnitt Jordy Nelson mit 739 Yards und 3 Touchdowns ab. Mit den 896 Yards erzielte Cook außerdem die meisten Yards eines Tight Ends in der Geschichte der Raiders seit 1986. Für seine Leistungen wurde er letztendlich für den Pro Bowl 2019 nachnominiert, da Travis Kelce nicht an diesem teilnehmen konnte. Trotz einer sehr starken individuellen Saison verlief die Saison für sein Team erneut nicht erfolgreich, man konnte lediglich 4 der 16 Saisonspiele gewinnen. Damit verpasste man die Play-offs unter dem neuen Coach Jon Gruden mehr als deutlich, sodass die Saison 2016 bei den Packers die einzige Play-offs-Saison für Cook blieb. Nach der Saison lief der Vertrag von Cook bei den Raiders aus und wurde von diesen auch nicht verlängert.

### New Orleans Saints
Cook unterschrieb einen Zweijahresvertrag über 15,5 Millionen US-Dollar bei den New Orleans Saints während der Free Agency 2019. Bei den Saints spielte Cook weiterhin mit der Trikotnummer 87, welche er seit seinem Aufenthalt bei den Raiders trägt. Cook kam nicht besonders gut in die Saison 2019 rein, sodass er nach den ersten vier Spielen noch keinen Touchdown für die Saints erzielen konnte und insgesamt noch unter 100 Yards Raumgewinn war. Seinen ersten Touchdown für die Saints konnte er in Woche 5 gegen die Buccaneers erzielen. Auch in Woche 6 konnte er einen Touchdown für sein Team erzielen, danach musste er allerdings zwei Wochen verletzungsbedingt pausieren. Nach seinem Comeback in Woche 10 der Saison 2019 steigerte Cook sich deutlich und konnte die Spielzeit schlussendlich mit 705 Yards Raumgewinn abschließen, nur Michael Thomas konnte bei den Saints 2019 mehr Raumgewinn (1.725 Yards) durch gefangene Pässe erzielen. Weiter konnte Cook mit 9 erzielten Touchdowns seine persönliche Bestleistung von 6 Touchdowns aus dem Vorjahr bei den Raiders deutlich übertrumpfen und erzielte damit wie Thomas, welcher ebenfalls 9 Touchdowns fing, die meisten Touchdowns durch Passfang für die Saints in der regulären Saison 2019. Aufgrund seiner individuellen Leistungen spielte Cook zum zweiten Mal in seiner Karriere im Pro Bowl mit. Ebenso wie im Vorjahr wurde er auch für den Pro Bowl 2020 nachnominiert und ersetzte in dem Jahr Zach Ertz von den Philadelphia Eagles, welcher verletzungsbedingt nicht am Pro Bowl teilnehmen konnte. Cook stand in der Saison 2019 nicht nur zum zweiten Mal in seiner Karriere im Pro Bowl, sondern konnte ebenfalls zum zweiten Mal die NFL Play-offs erreichen. Hier unterlag er mit den Saints den Minnesota Vikings aber bereits in der ersten Runde der Play-offs.
In der Saison 2020 kam Cook mit den Saints in die Divisional Round der Play-offs, in der sie den Tampa Bay Buccaneers unterlagen. In 29 Regular-Season-Spielen für New Orleans fing er 80 Pässe für 1209 Yards und 16 Touchdowns. Am 3. März 2021 entließen die Saints Cook, dessen Vertrag ohnehin zum Saisonende auslief.

### Los Angeles Chargers
Im März 2021 schloss Cook sich den Los Angeles Chargers an und unterschrieb einen Einjahresvertrag.